# 少女は悪魔を待ちわびて
『少女は悪魔を待ちわびて』（しょうじょはあくまをまちわびて、原題： 널 기다리며（→お前を待って））は、2016年公開の韓国映画。15年前に父親を殺害した犯人を追う少女の復讐劇を描いたクライム・スリラー。主演はシム・ウンギョン。

## ストーリー
15年前の冬、警察官だったヒジュの父親が何者かに殺害される。複数の殺人容疑がかかっていた容疑者は、法廷で証拠不十分としてヒジュの父親殺しの容疑は問われず、1件のみの殺人容疑で15年間服役することになる。唯一の家族である父親を奪われ、一人ぼっちになったヒジュ（シム・ウンギョン）は復讐を誓い、父親の同僚たちの助けで警察署でアルバイトをしながらその時を待ちわびていた。そしてついに犯人ギボム（キム・ソンオ）が出所する日を迎える。しかし、ヒジュが計画を実行しようとした矢先に類似の連続殺人事件が発生。予期せぬ新たな真実が発覚する。

## キャスト
- シム・ウンギョン：ナム・ヒジュ
- ユン・ジェムン（朝鮮語版）：チョ・デヨン班長
- キム・ソンオ：キム・ギボム
- オ・テギョン：チョン・ミンス
- チョン・ヘギュン（朝鮮語版）：ユ刑事
- アン・ジェホン：チャ・デソプ刑事
- キム・ウォネ：パン課長
- チョン・チャヌン：ナム・イルヒ班長
- ハン・ソジン：幼少期のヒジュ
- イ・ガプソン（朝鮮語版）：イ刑事
- ウン・ジヘ：コールガール
- カン・ソクホ：ホンジン
- オ・グムヒョク：幼少期のギボム
- ホ・スンジェ：幼少期のミンス
- チュ・ブジン：テヨンの母
- アン・セホ（朝鮮語版）：ネットカフェの店主

## 受賞・ノミネート
| 年度   | 賞               | 部門        | 対象者           | 結果       |
| ------ | ---------------- | ----------- | ---------------- | ---------- |
| 2016年 | 第53回大鐘賞     | 主演女優賞  | シム・ウンギョン | ノミネート |
| 2016年 | 第53回大鐘賞     | 新人監督賞  | モ・ホンジン     | ノミネート |
| 2016年 | 第36回黄金撮影賞 | 撮影賞 銀賞 | チェ・サンホ     | 受賞       |